# Coleophora lixella
Coleophora lixella é uma espécie de mariposa do gênero Coleophora pertencente à família Coleophoridae.